# Cortinarius bolaris
Cortinarius bolaris (Christian Hendrik Persoon, 1801 ex Elias Magnus Fries, 1838) din încrengătura Basidiomycota, în familia Cortinariaceae și de genul Cortinarius, este o ciupercă otrăvitoare destul de frecventă, fiind un simbiont micoriza (formează micorize pe rădăcinile arborilor). O denumire populară nu este cunoscută. În România, Basarabia și Bucovina de Nord trăiește solitar sau în grupuri, uneori chiar în smocuri mici, de la câmpie la munte, preferat pe sol mai sărac, acru și uscat, în păduri de foioase și mixte, cu predilecție sub fagi, dar, de asemenea, sub stejari și mesteceni. Timpul apariției este din (iunie) iulie până în noiembrie.

## Taxonomie

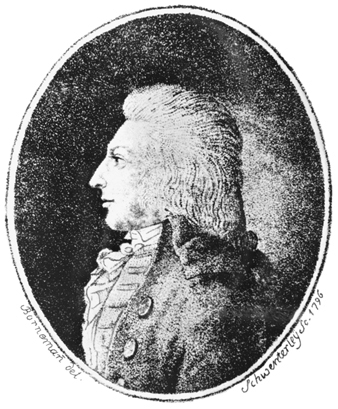
C. H. Persoon

Numele binomial Agaricus bolaris a fost determinat de cunoscutul micolog bur Christian Hendrik Persoon în volumul 2 al operei sale Synopsis methodica Fungorum din 1801.
Apoi, în 1838, renumitul savant Elias Magnus Fries a transferat specia la genul Cortinarius sub păstrarea epitetului, de verificat în cartea sa Epicrisis systematis mycologici, seu synopsis hymenomycetum, fiind și numele curent valabil (2022).
Sinonim obligatoriu este Inoloma bolare al micologului german Friedrich Otto Wünsche din 1877, bazând pe descrierea lui Persoon.
În plus, acceptată este denumirea Gomphos bolare a micologului german Otto Kuntze din 1891 precum cea a micologului ceh Josef Velenovský din 1921, anume Pholiota rigelliae. Alți taxoni nu sunt cunoscuți.
Proveniența epitetului specific nu este cunoscut în general. Dar desigur are un sens, anume „roșu închis, de culoare cărămidă”, în limba latină nouă, bolaris înseamnă plasat, (suprafața este țesălată cu solzi roșiatici), de verificat la David Gledhill: The Names of Plants.

## Descriere

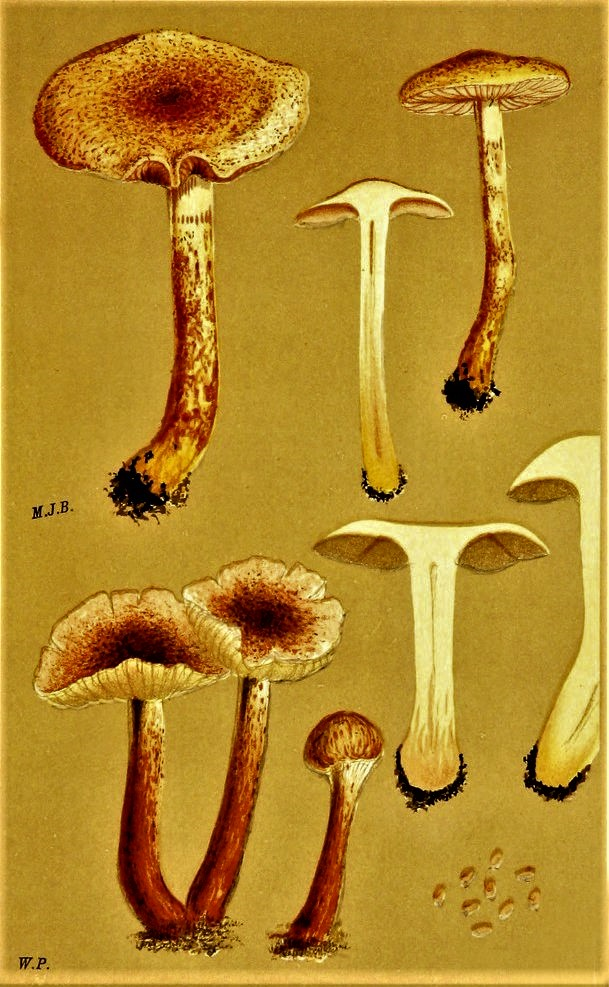
Cooke - Cortinarius bolaris

- Pălăria: fermă, cărnoasă (până la 2 cm grosime) și nehigrofană cu un diametru de 5-8 (12) cm este la început emisferică, mai târziu convexă cu marginea nestriată, răsucită spre interior pentru mult timp și fără cocoașă, devenind în cursul maturizării din ce în ce mai aplatizată și ondulată, la bătrânețe adesea cu rupturi verticale la margine. Cuticula este uscată, și, pe un fundal galben palid până la cenușiu argilos (mai ales spre mijlocul pălăriei), dens acoperită cu solzi mici bătători la ochi de culoare roșiatică care devin cu timpul mai rari.
- Lamelele: sunt subțiri și aglomerate, intercalate și bifurcate, fiind atașate bombat precum puțin decurente la picior. Coloritul este inițial gri-gălbui, decolorându-se cu timpul brun-gălbui până brun-ocru, pentru a deveni la bătrânețe brun de scorțișoară. În tinerețe sunt acoperite de o cortină deasă alb-gălbuie, formată din fibre foarte fine ca de păienjeniș, rest al vălului parțial. Muchiile pot fi slab zimțate și ceva ondulate, mai presus de toate în vârstă.
- Piciorul: cu o lungime de 4-7 (9) cm și o grosime de 1-1,5 (2) cm este solid, ceva fibros, mai mult sau mai puțin cilindric, fiind plin pe dinăuntru. Coloritul pe fundal galben deschis, este presărat de solzișori sau fibrile verticale roșiatice. Suprafața este în vârf albă și la bază galbenă până roșiatică. Nu poartă un inel.
- Carnea: albicioasă, fermă și cărnoasă se decolorează după tăiere încet în galben de crom,  mai presus de toate la bază. Mirosul este slab prăfos, iar gustul blând până slab amar.[3][4]

Nu încercați-o niciodată, deoarece ingredientele sunt foarte dăunătoare!
- Caracteristici microscopice: are spori palid bruni, neamilozi (nu se decolorează cu reactivi de iod), rotunjori până lat elipsoidali, fin verucoși, măsurând 6-8 x (4,5) 5-6 microni. Pulberea lor este brun de scorțișoară. Basidiile sunt clavate cu 4 sterigme fiecare. Nu prezintă pleurocistide (elemente sterile situate în himenul de pe fețele lamelor). Celulele marginale sunt mai mult sau mai puțin clavate. Hifele pileocistidelor (elemente sterile de pe suprafața pălăriei) portocalii au o lățime de 5-10 (20) µ care au ocazional cleme.[13]
- Reacții chimice: cuticula se decolorează cu hidroxid de potasiu negru.[14]

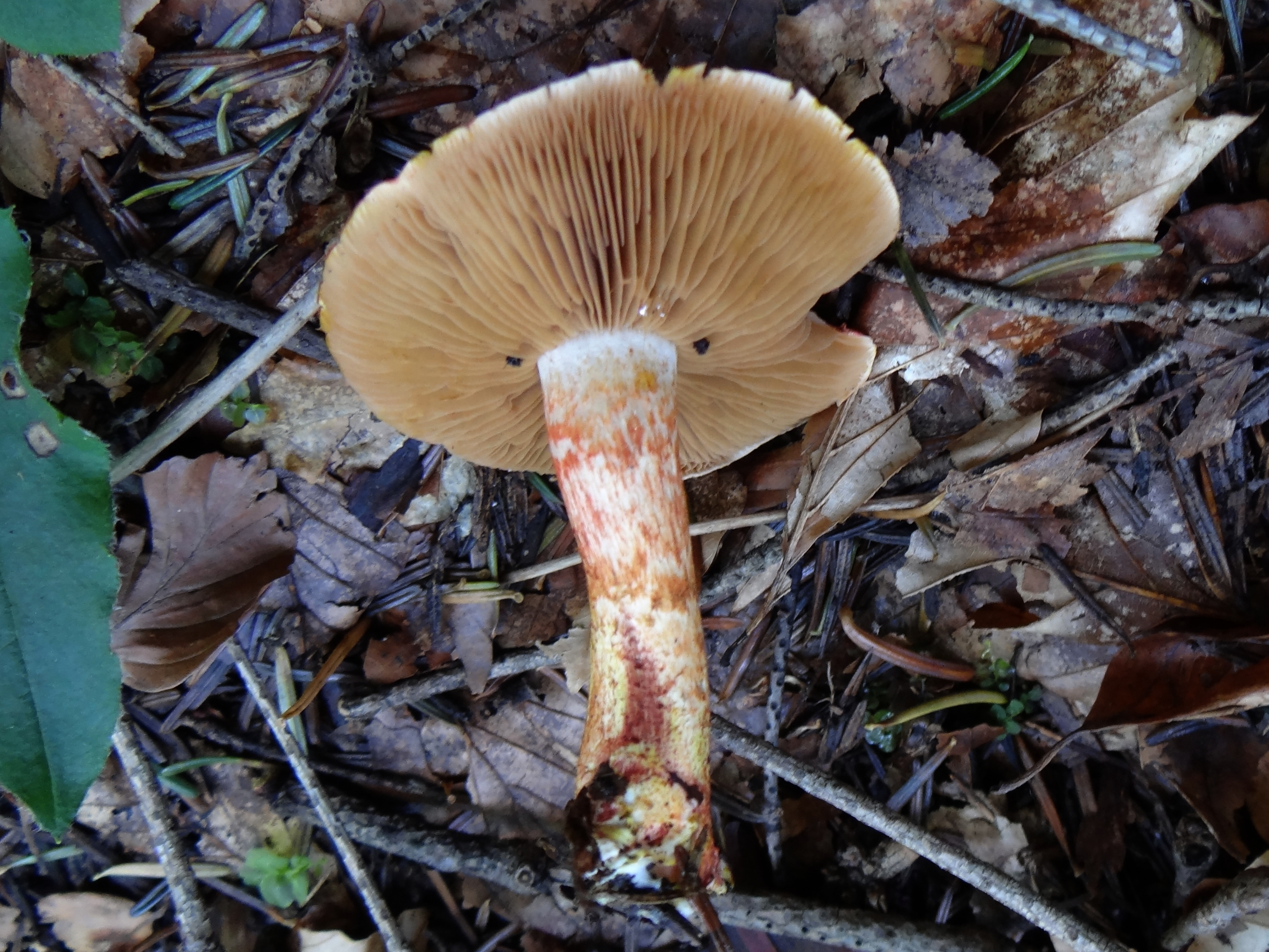
C. bolaris mai tânăr: lamele și picior
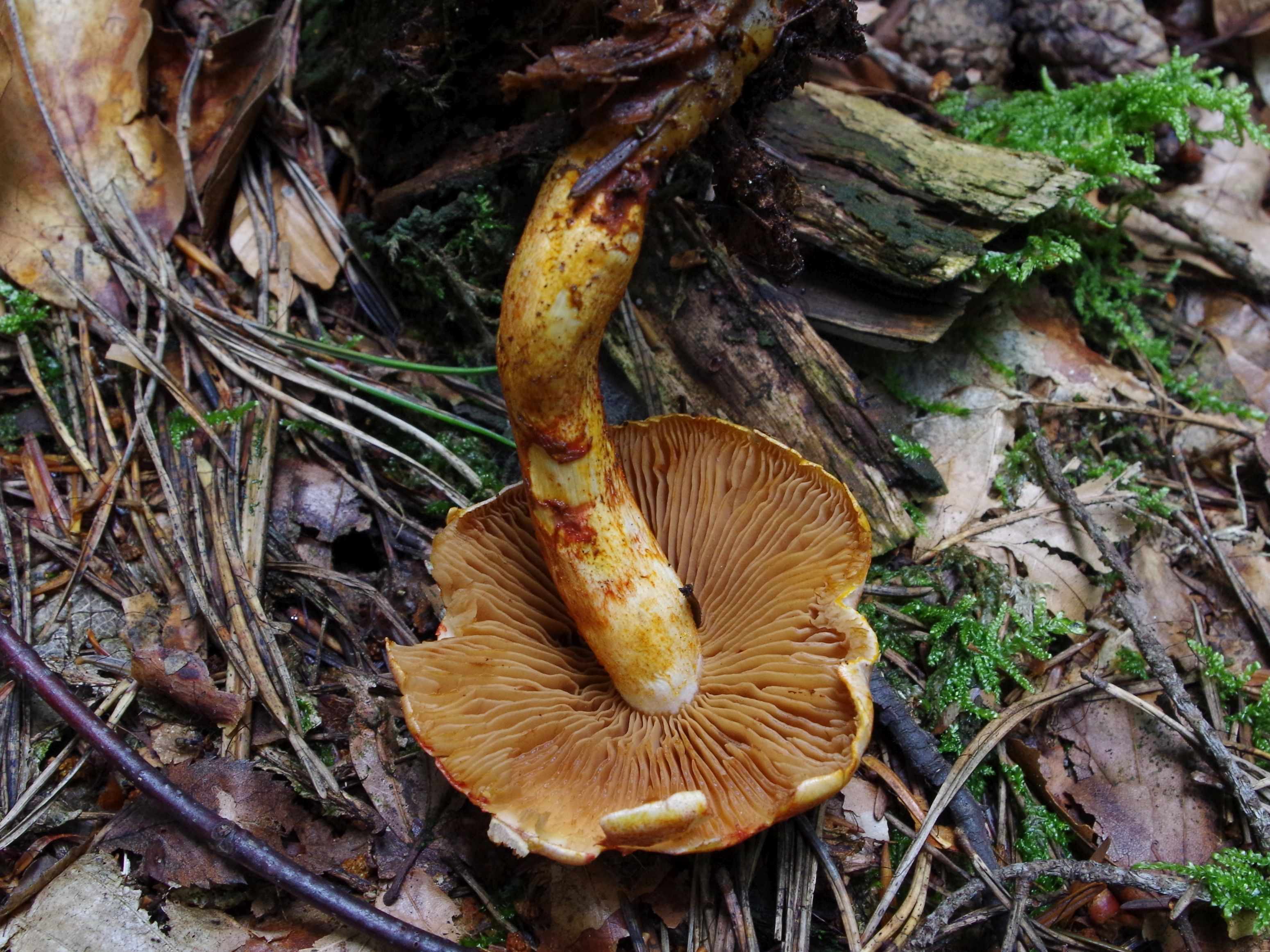
C. bolaris, lamele și picior
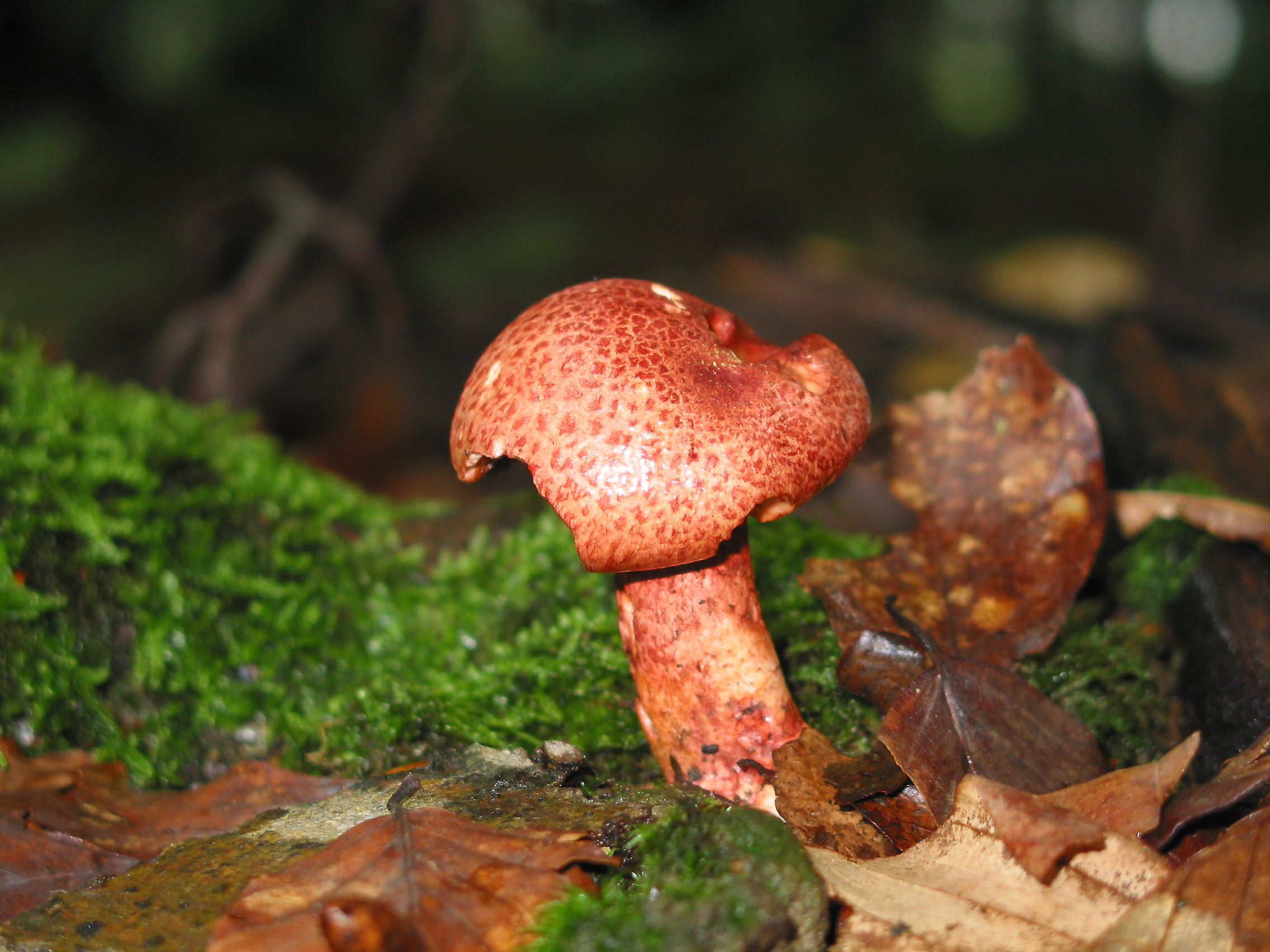
C. bolaris tânăr
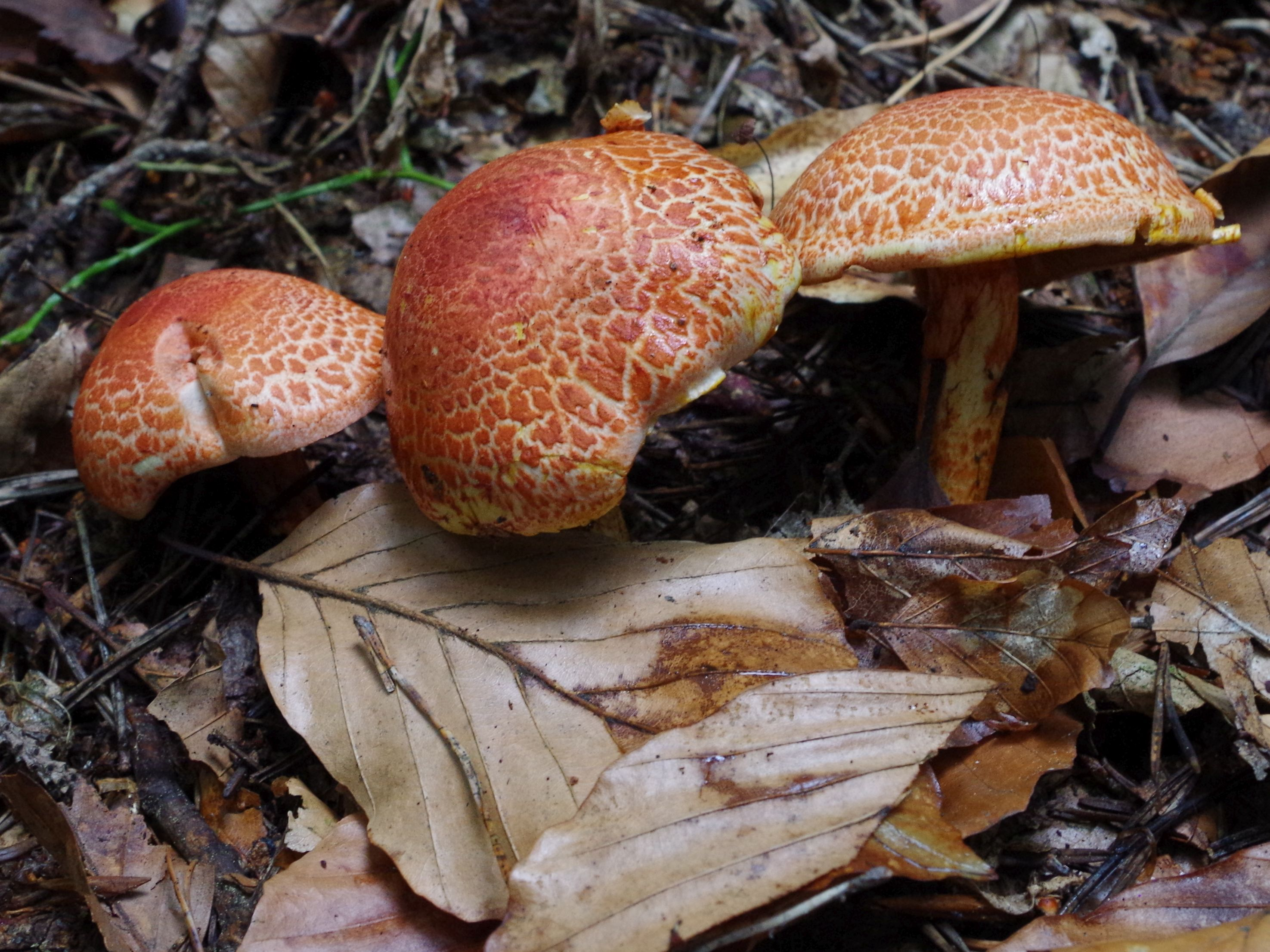
C. bolaris maturi
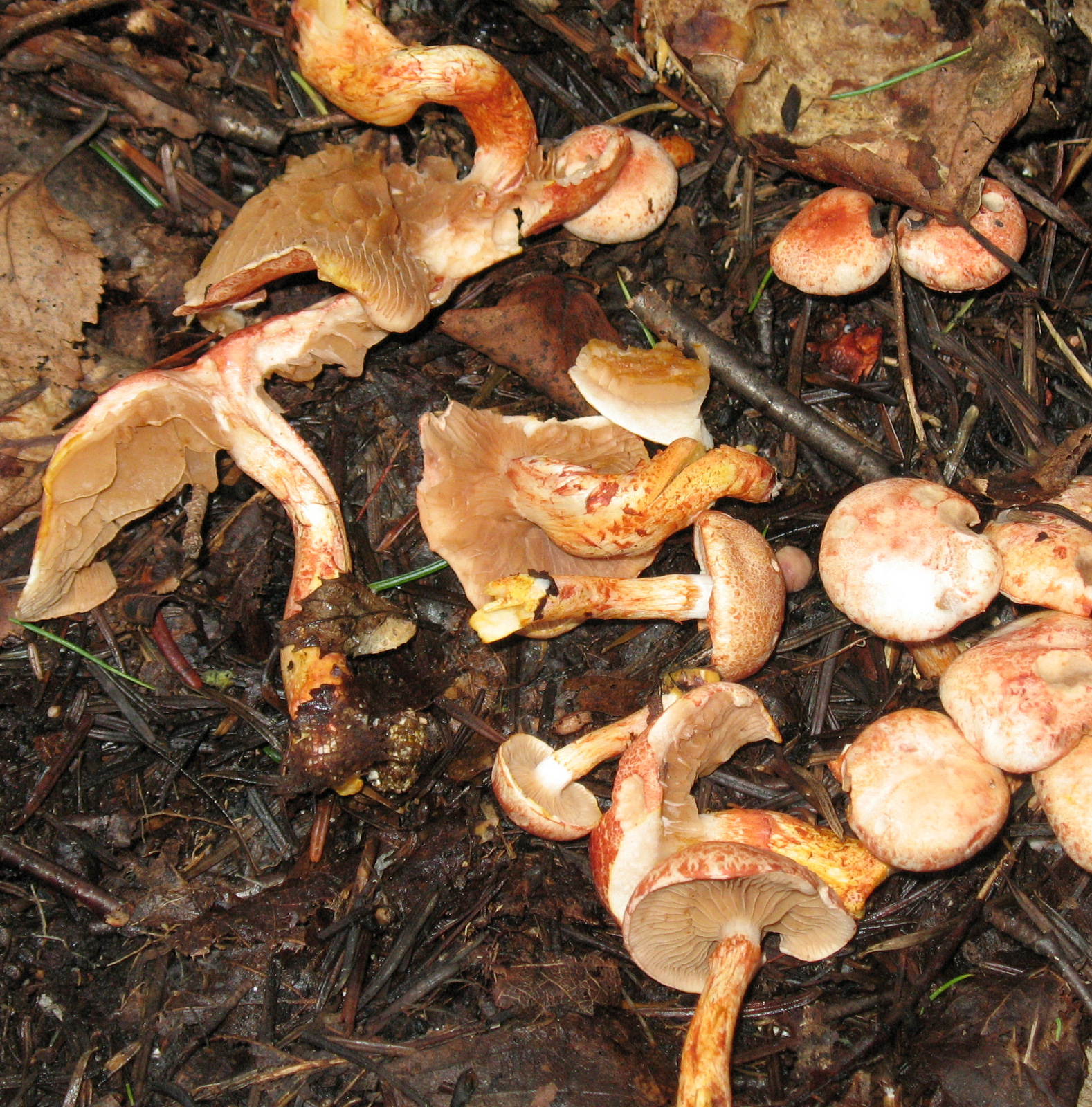
C. bolaris în diverse stadii de evoluție
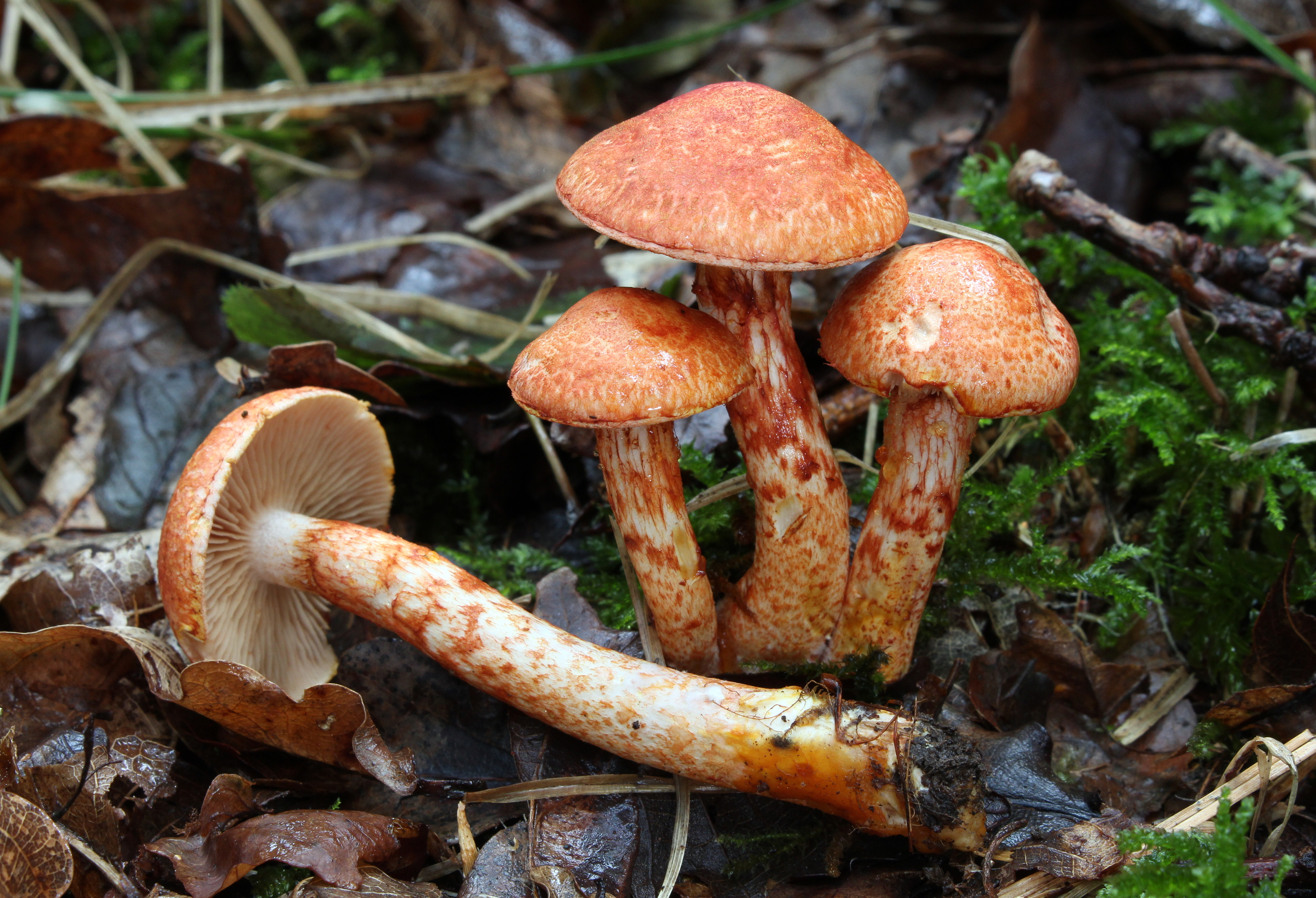
C. bolaris mai tineri, crescând în smoc

## Confuzii
Specia poate fi confundată de exemplu cu: Cortinarius allutus (comestibil), Cortinarius armillatus (comestibil), Cortinarius callisteus (otrăvitor), Cortinarius corrugatus (suspect), Cortinarius cotoneus (otrăvitor), Cortinarius fluminoides (comestibil), Cortinarius infractus (necomestibil, extrem de amar), Cortinarius laniger (necomestibil), Cortinarius limonius (posibil letal), Cortinarius melanotus (necomestibil), Cortinarius psittacinus (suspect, Cortinarius orellanus (mortal), Cortinarius psittacinus (otrăvitor) + imagini, Cortinarius rubellus (mortal), Cortinarius renindes (necomestibil), Cortinarius rubicundulus (necomestibil), Cortinarius spilomeus, (necomestibil), Cortinarius venetus (necomestibil, mai mic), sau Cortinarius vernus sin. Cortinarius erythrinus (necomestibil), dar, de asemenea, cu Gymnopilus purpuratus sin. Flammula purpurata (otrăvitor, psihogen) sau cu Tricholomopsis rutilans (comestibil).

## Specii asemănătoare în imagini

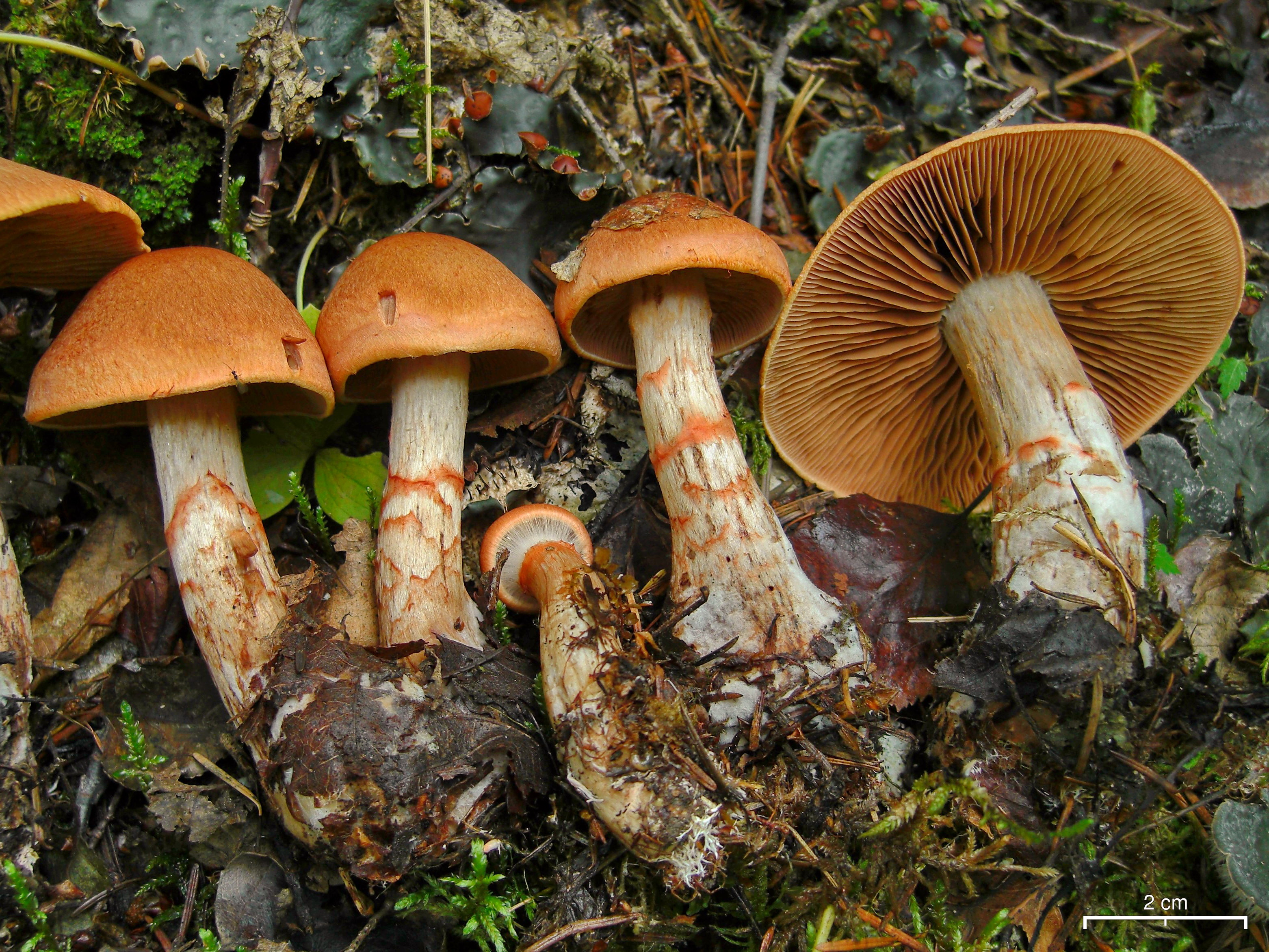
Cortinarius armillatus
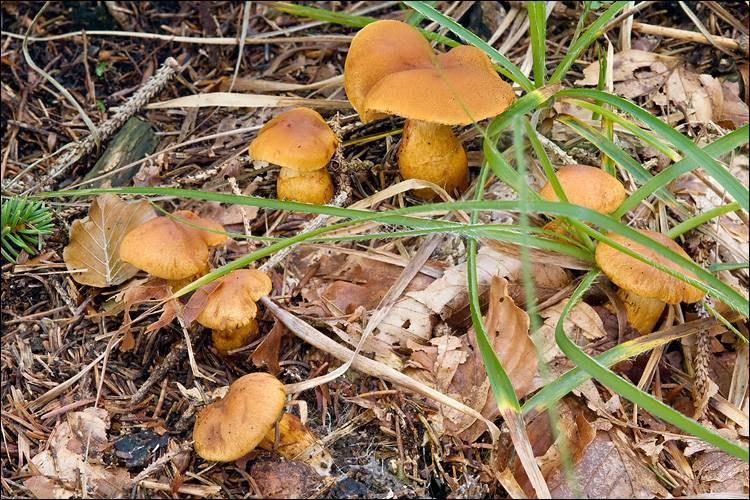
!!Cortinarius callisteus!!
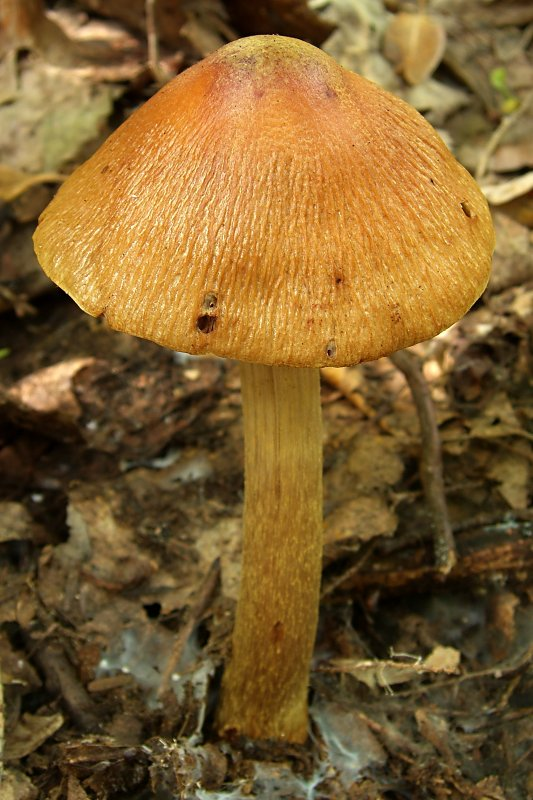
!!Cortinarius corrugatus!!
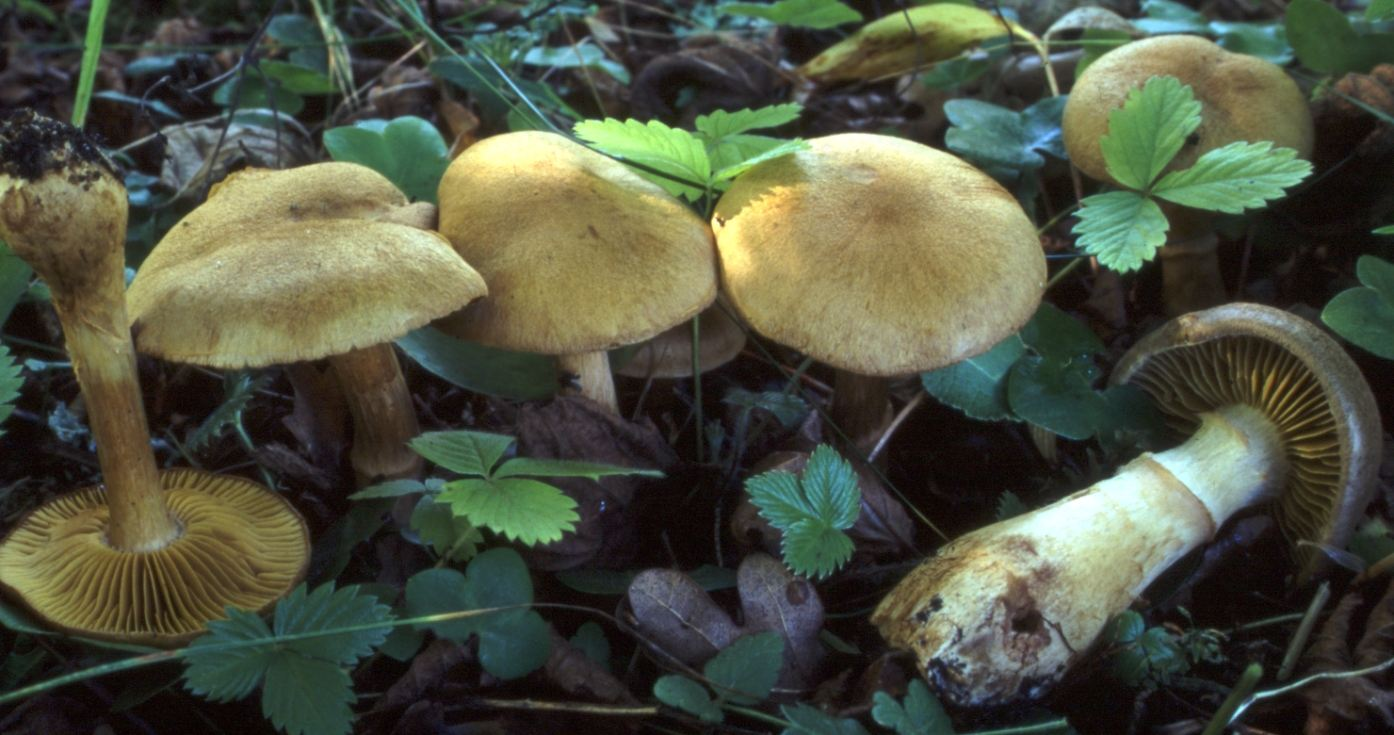
!!Cortinarius cotoneus!!
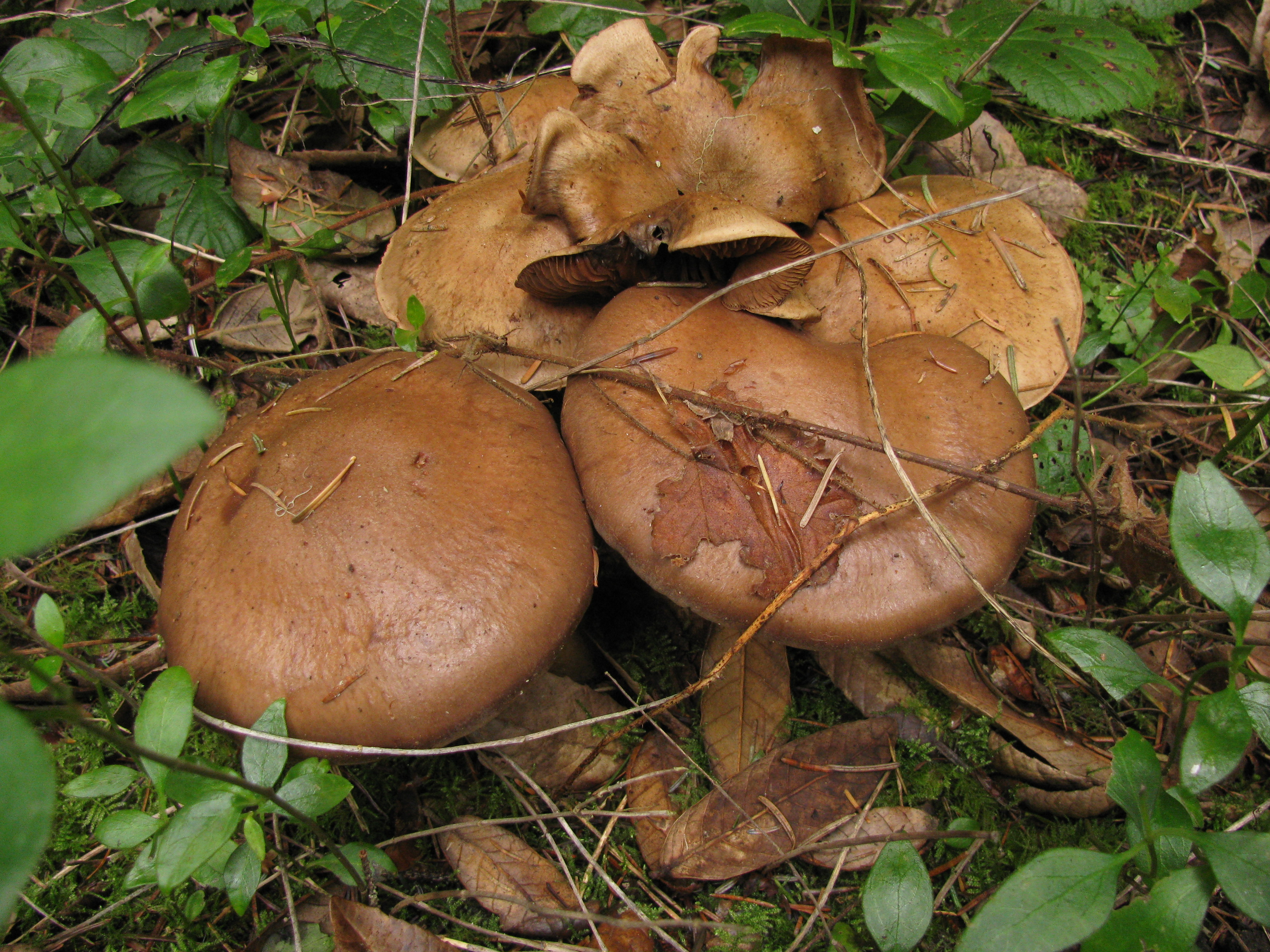
!Cortinarius infractus!
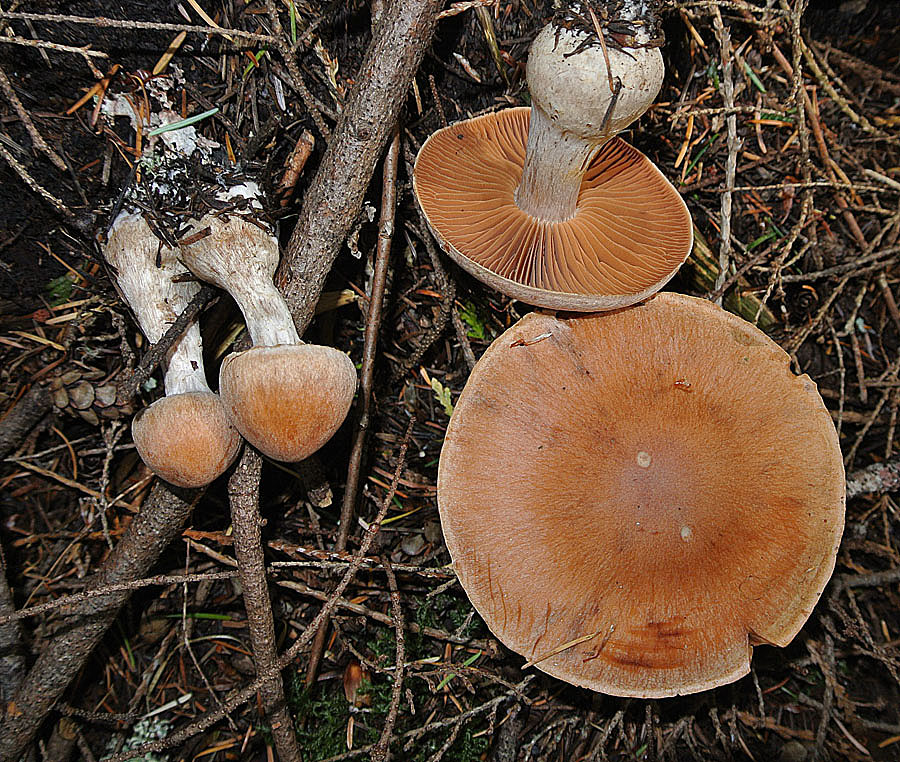
!Cortinarius laniger!
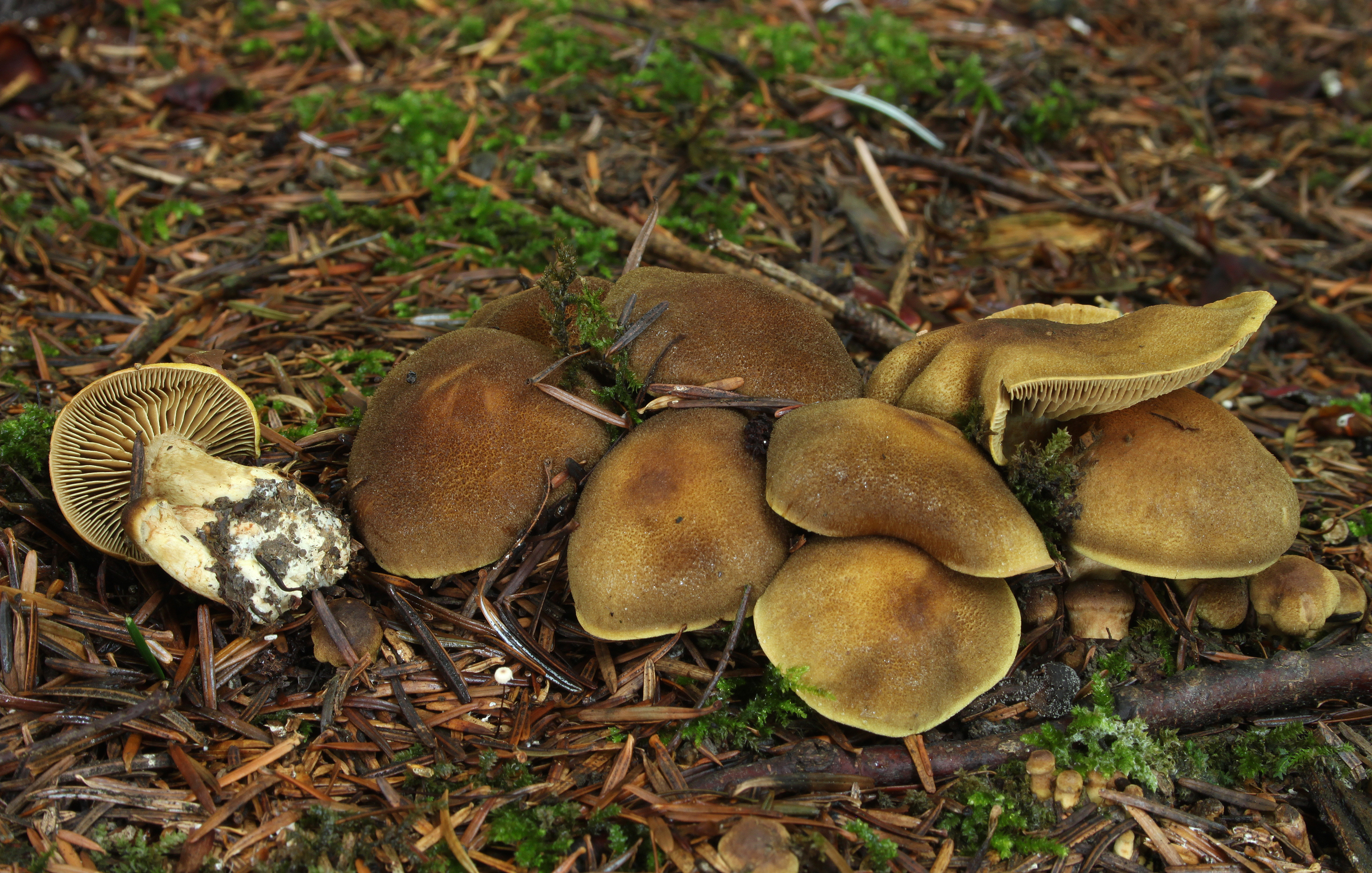
Cortinarius melanotus
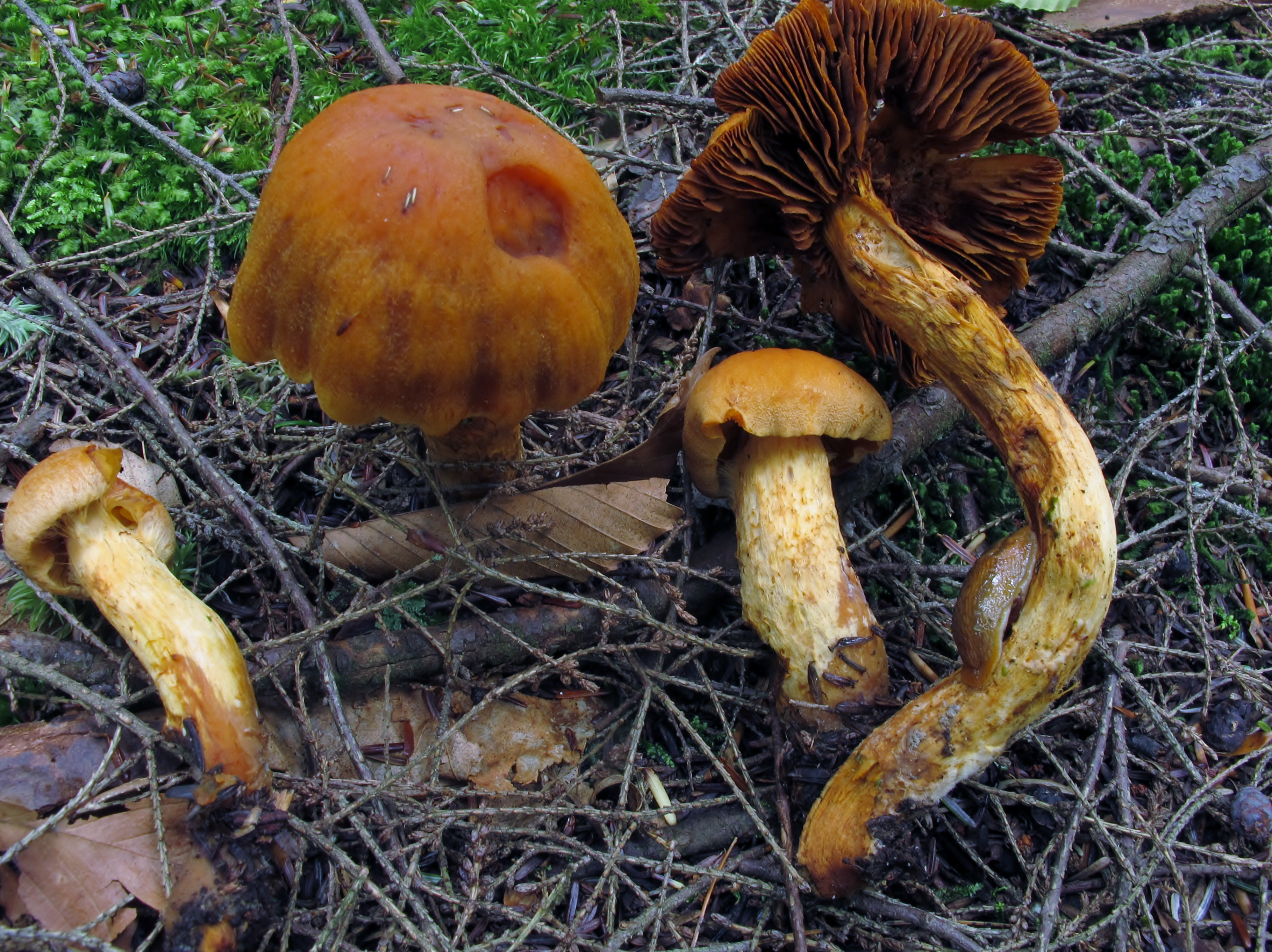
!!!Cortinarius limonius!!!
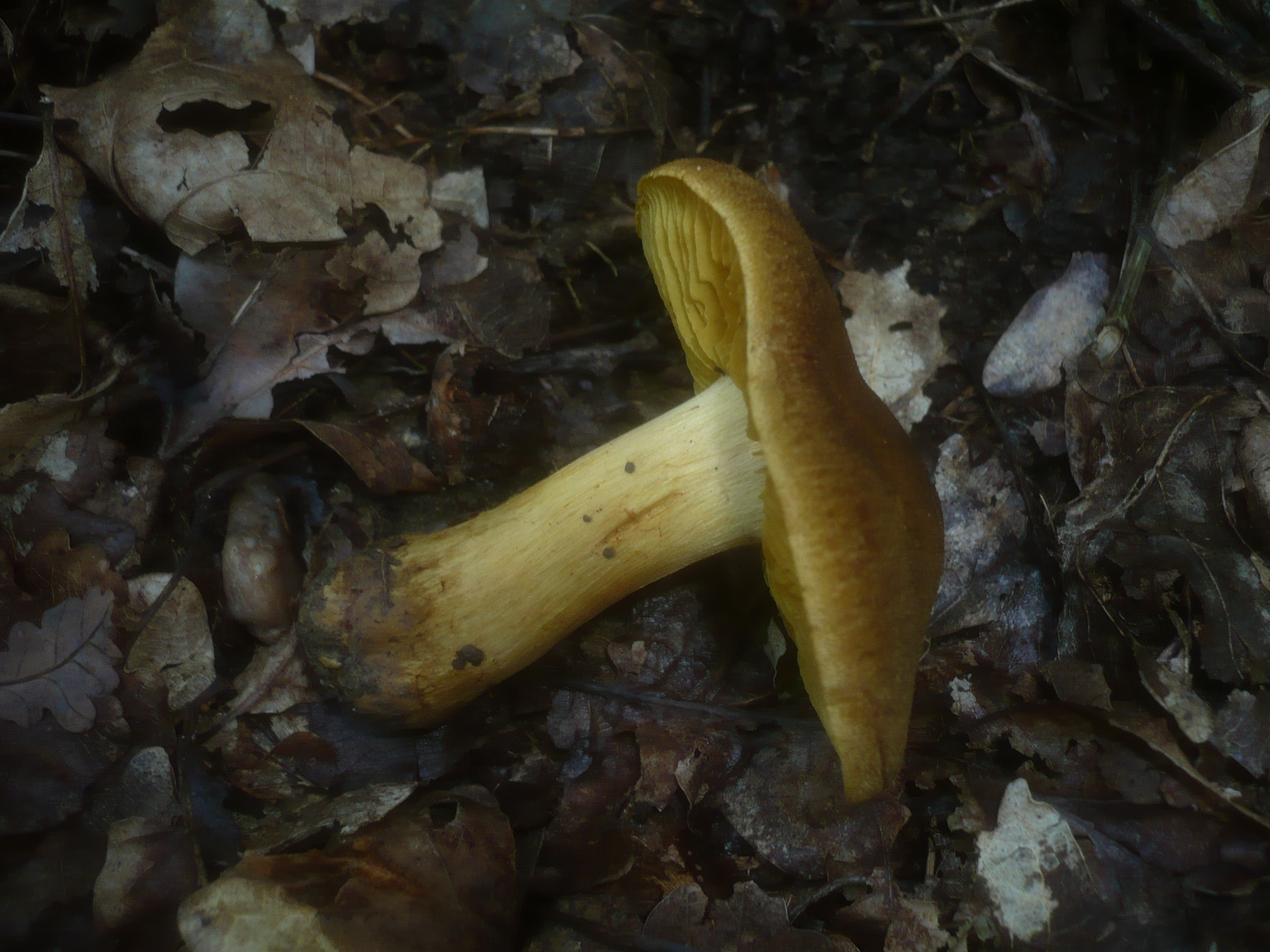
!!Cortinarius psittacinus!!

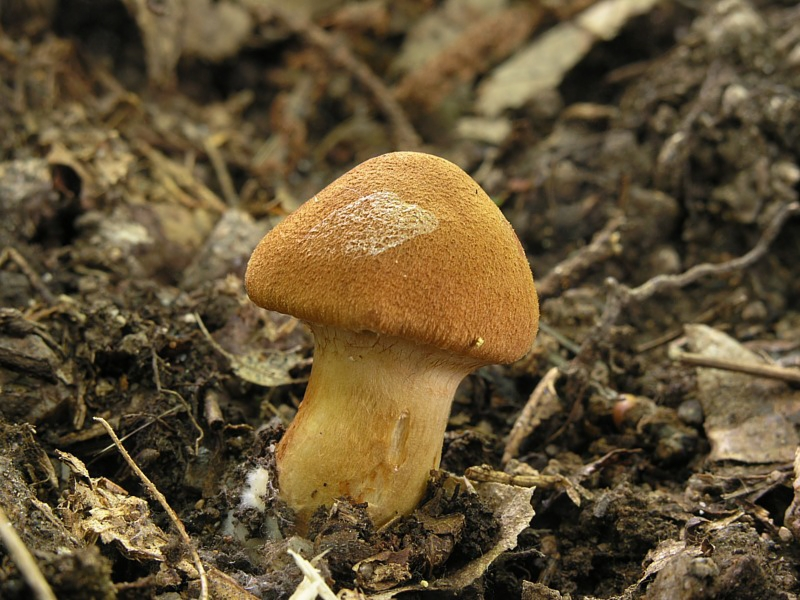
!!!Cortinarius orellanus!!!
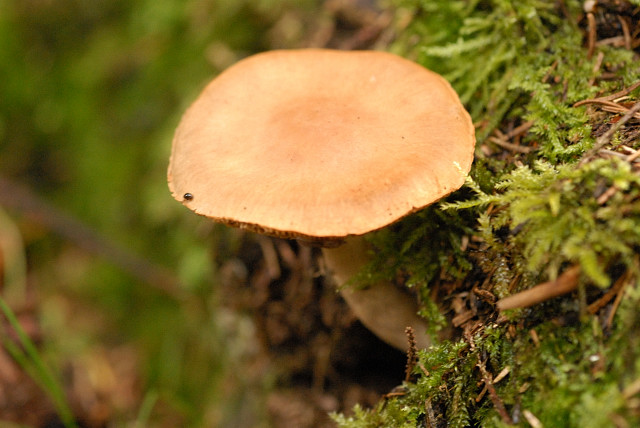
!Cortinarius renidens!
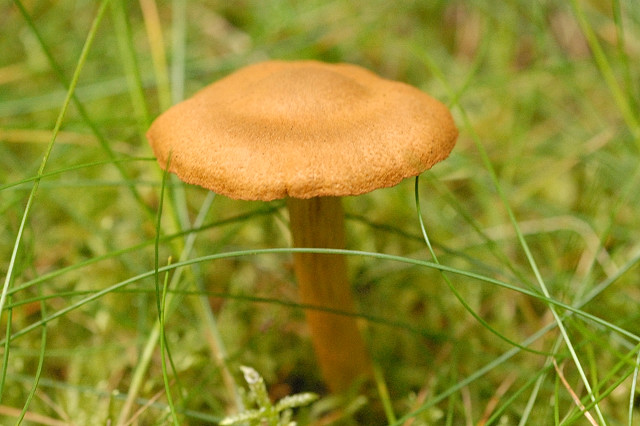
!!!Cortinarius rubellus!!!
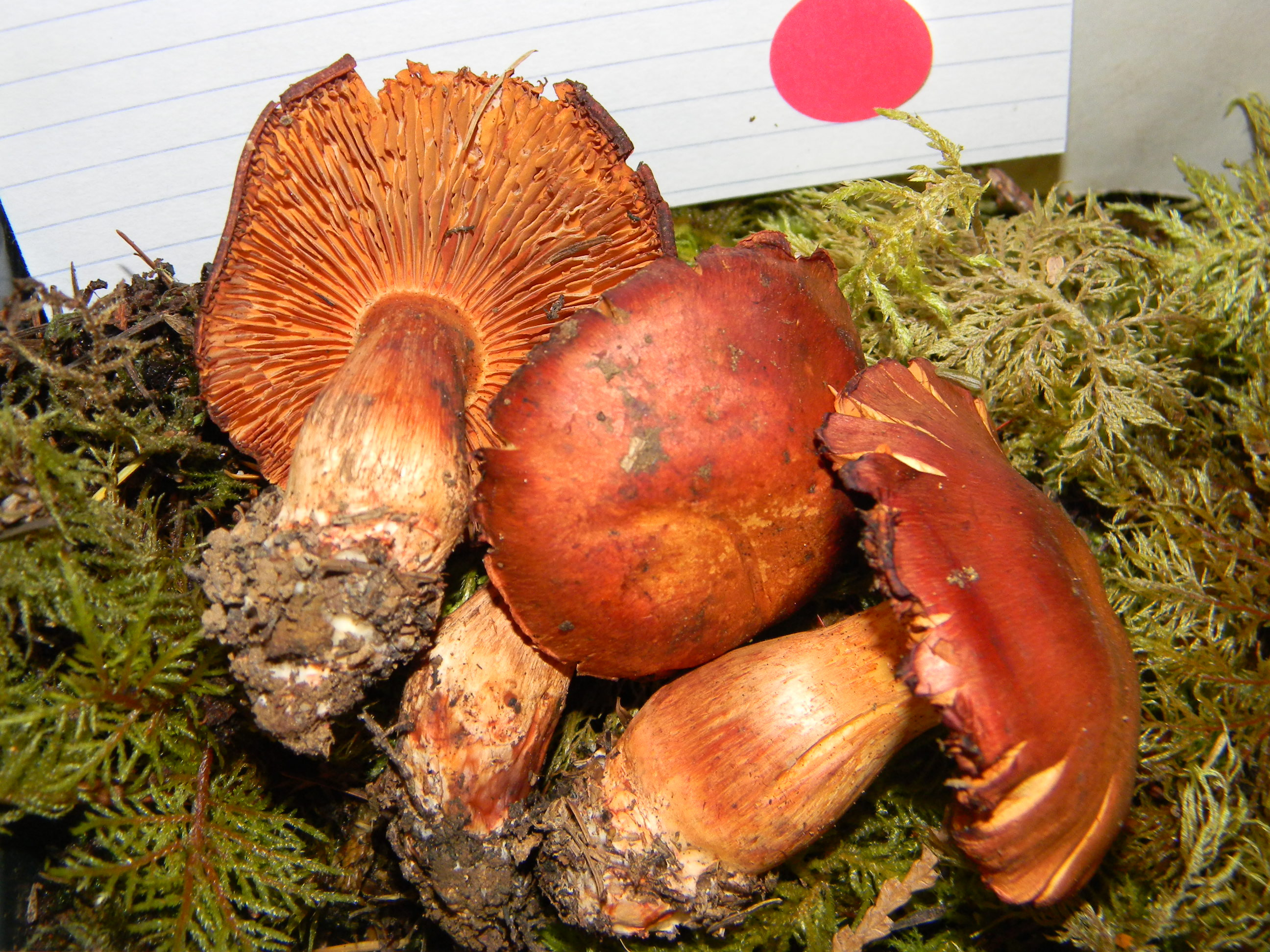
!!Cortinarius rubicundulus!!
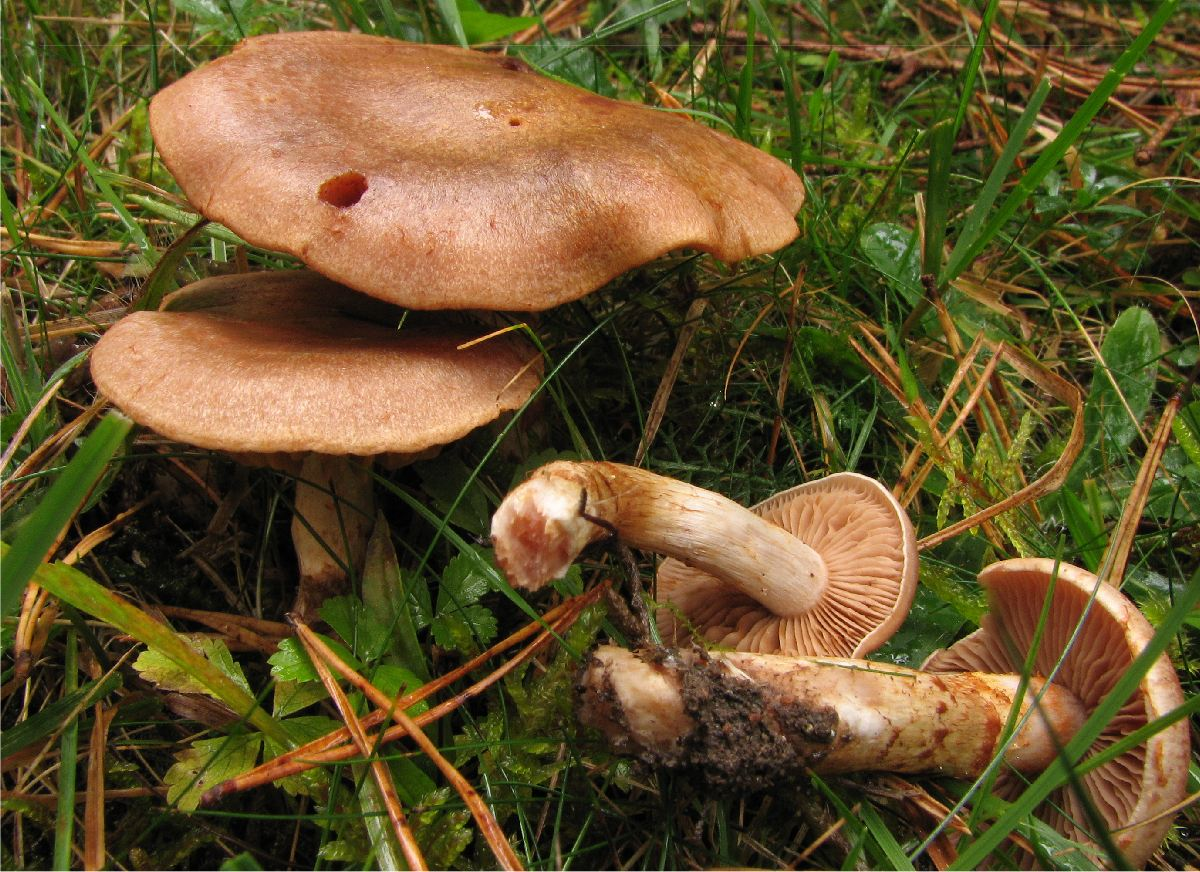
!Cortinarius spilomeus!
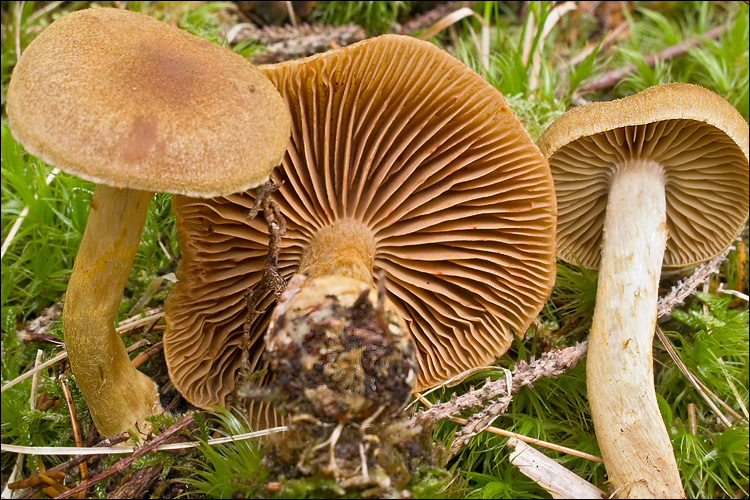
!!Cortinarius venetus var. montanus!!
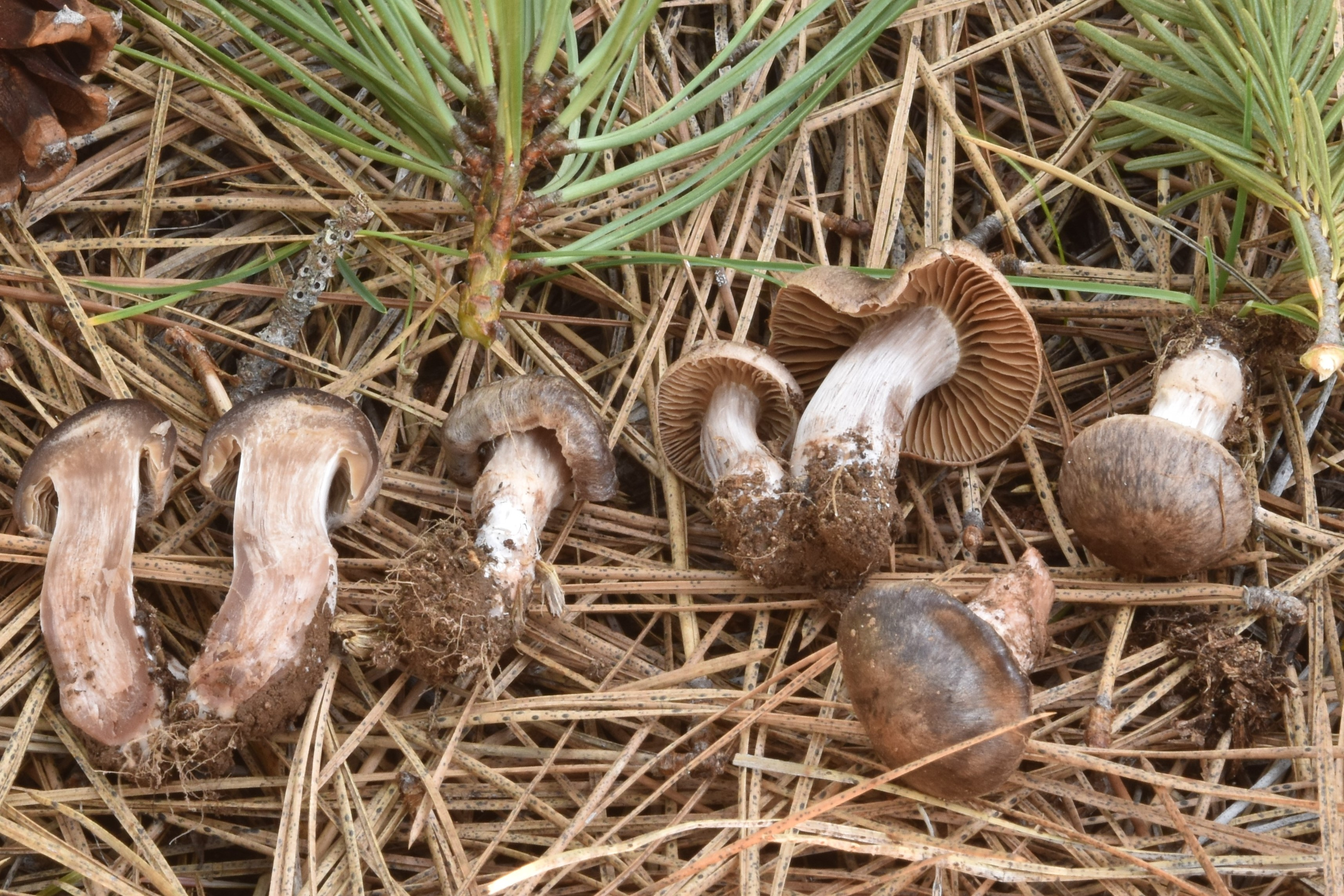
!Cortinarius vernus sin. Cortinarius erythrinus!
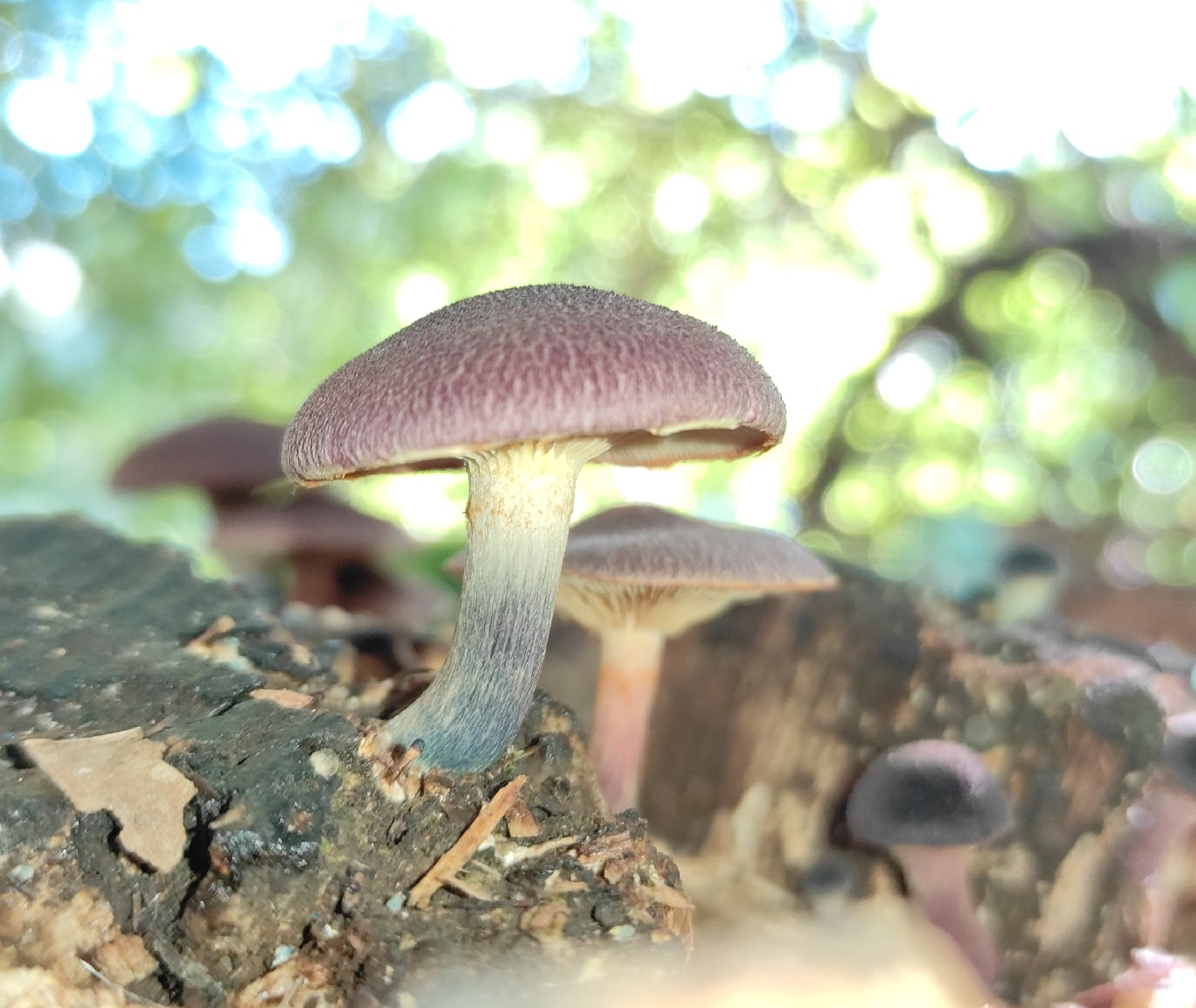
!!Gymnopilus purpuratus sin. Flammula purpurata!!
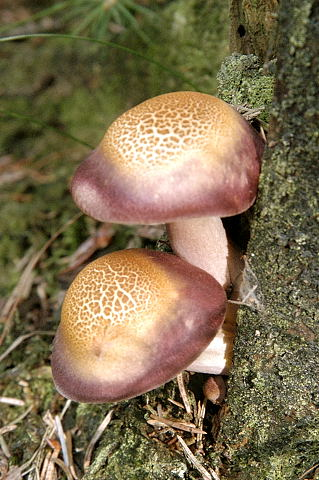
Tricholomopsis.rutilans

## Valorificare
Cortinarius bolaris probabil nu conține orelanină sau substanțe similare, cel puțin nu au fost detectate până în prezent. Un test chimic ar trebui să confirme acest lucru. Soluția de clorură de fier (III) provoacă o decolorare violetă din cauza diglucozidei orelaninice pe care o conține (= precursorul orelaninei). Chiar dacă rezultatul este negativ, buretele nu este deloc comestibil, deoarece conține alte toxine periculoase (posibil și încă necunoscute). De asemenea, este considerat a fi foarte toxic pentru tractul gastrointestinal, dar și pentru atacarea rinichilor și ficatului. Semnele de otrăvire cu toxinele pe care le conține sunt o gură uscată, sete extremă și hipertensiune arterială. Intoxicații severe au fost înregistrate de mai multe ori. 
Particularitate: Coloranții Leprocybe nu se dizolvă în mod normal în alcool, spre deosebire de cei ai subgenului Dermocybe. Cortinarius bolaris este o excepție aici, generând un colorant galben pe hârtie cu alcool.